# 协商民主
协商主义（英語：Consociationalism）民主制度中的一种权力分享的形式。政治学者将协和国家定义为一种内部依种族，宗教或语言界限划分了多个主要群体，而无一群体足以构成多数派，但由于这些族群精英之间的协商而保持稳定。协和国家常与具有多数选举制度的国家形成对比。
协商民主的目标是政府稳定，权力共享，维持民主和避免暴力。例如黎巴嫩的共和政府是按照宗教圣训组成的。
协和主义有时被视为类似于社团主义。一些学者认为协和主义是社团主义的一种形式。其他人则声称，经济社团主义旨在规范阶级冲突，而协和主义则是在调和因种族和宗教界限引起的社会分裂的基础上发展起来的。

## 概要
荷兰學者李帕特分析奧地利、比利時、瑞士和荷兰政治系統，歸納出協和民主理論；在社會上不同階級、地域、文化等所產生的分裂，被所屬陣營納入系統之中，形成「柱狀化」（英語：Pillarisation）結構稱「柱狀體」（英語：Pillar），以此結構為前提的聯合政權內，各陣營進行「協調的政治」（politics of accommodation）。具有以下特徵：
- 大聯合內閣，納入各柱狀體的菁英
- 比例性，國會及公共資源等依比例分配之
- 區域自治，創立個體意識及允許不同文化共同體的法律
- 相互否決權，各群體共識仍需多數決，少數群體有權否決，但也會被其他群體回報否決阻撓

另外，以協和民主為基礎進而推展出「共識民主」（Consensus democracy）理論。

## 评价
中国共产党及其支持的相关学者高度认可协商民主，认为协商民主是现代政治的本质特征。他们认为，相较于西方式的议会民主，协商民主更容易激发普通公民参政议政的积极性，进而改善和提高民主的质量。因此之故，他们认为，政治协商会议正是协商民主的典范，彰显中国智慧。
此外，由于中国大陆政府所承认的“协商民主”是特指由中国共产党领导的民主形式，中国共产党的领导是整个政治框架的前提性条件